# Tetrabrachys connatus
Tetrabrachys connatus is een keversoort uit de familie lieveheersbeestjes (Coccinellidae). De wetenschappelijke naam van de soort werd in 1796 gepubliceerd door Georg Wolfgang Franz Panzer.